# 체이싱 리버티
《체이싱 리버티》(영어: Chasing Liberty)는 미국과 영국에서 제작된 앤디 캐디프 감독의 2004년 로맨틱 코미디 영화이다. 맨디 무어, 매슈 구드 등이 출연하였고, 데이비드 파핏 등이 제작에 참여하였다.

## 출연진
- 맨디 무어
- 매슈 구드
- 제러미 피븐
- 애너벨라 쇼라
- 캐럴라인 구돌
- 마크 하먼
- 미리엄 마걸리스
- 베아트리스 로젠
- 스타크 샌즈
- 개릭 헤이건
- 더 루츠

## 기타 제작진
- 공동 제작: 키라 데이비스, 스티븐 P. 웨그너
- 배역: 리사 비치, 세라 캐츠먼, 프리실라 존
- 미술: 마틴 차일즈
- 의상: 로지 해킷